# خانه غلامرضاخان مظاهری
خانه غلامرضاخان مظاهری مربوط به سدهٔ ۱۳ ه‍.ق است و در اصفهان، خیابان طالقانی، کوچه سرتیپ، کوی مظاهری واقع شده و این اثر در تاریخ ۱۸ آذر ۱۳۵۴ با شمارهٔ ثبت ۱۱۴۱ به‌عنوان یکی از آثار ملی ایران به ثبت رسیده‌است.